# Jens Adsen
Jens Adsen, auch Adgens, (* um 1685 auf Diedersbüll im Kirchspiel Horsbüll (heute Ortsteil von Emmelsbüll-Horsbüll); † 3. September 1737 ebenda) war ein Lehns- und Deichvogt.

## Leben und Wirken
Jens Adsen war ein Sohn des Lehnsvogts und Ratsmannes Atge Boss, der um 1642 auf Bombüll im Kirchspiel Klanxbüll geboren wurde und 1704 auf Diedersbüll starb. Er hatte den Hof Diedersbüll von einer um 1614 lebenden Tante, genannt „Jens Aggisens Witwe“, geerbt. Seine Mutter Anke Christina Jensestochter stammte aus Wange, ebenfalls im Kirchspiel Horsbüll.
Jens Adsen lernte das Handwerk als Landwirt auf dem Hof seines Vaters. Er besaß umfangreiche Lateinkenntnisse, wobei unklar ist, ob er die Sprache in einer Flensburger Lateinschule oder bei einem Hauslehrer erlernte. Er kümmerte sich um zahlreiche Verwaltungsangelegenheiten seiner Region, zu denen bis heute umfangreiche Akten bekannt sind. Im Alter von 24 Jahren amtierte er als Ratsmann der Horsbüll- oder Wiedingharde, deren Obligationen er unterzeichnete. Nach dem Tod des Vaters übernahm er dessen Amt des Lehnsvogts.
Mit dem Bau neuer Deiche in der Bucht der Vidå und der zur Bökingharde gehörenden Dagebüller Bucht hatte das Gebiet der Wiedingharde seit dem 16. Jahrhundert große Köge hinzugewonnen. Durch die neuen Köge fehlte aber das Vorland, in dem sich das Hochwasser zuvor hatte verlaufen können. Die Fluten brandeten nun höher an die Seedeiche, die nicht mehr in der Lage waren, die Wiedingharde vor regelmäßig wiederkehrenden Überschwemmungen zu schützen. Daher verarmte die Bevölkerung und die Landschaft nahm Schaden. Außerdem hatten die mit den Deichen betrauten Angestellten Geld veruntreut und Günstlingspolitik betrieben.
Am 1. August 1719 wurde Adsen auf Anordnung des Herzogs Karl Friedrich von Schleswig-Holstein-Gottorf, zum alleinigen Deichvogt der Harde ernannt. Die beiden bis dahin amtierenden Personen verloren sofort ihre Ämter. Während seiner Dienstzeit wurde Adsen mit vielen Problemen konfrontiert und von seinen Amtsvorgängern wiederholt angegriffen. Adsen galt als unerbittlich im Deichbau und bei der Eintreibung des Deichgeldes. Aus diesem Grund reichten die Einwohner zahlreiche Eingaben beim Amtshaus in Tondern und beim Gottorfer Hof ein. Eigennütziges Handeln konnte ihm jedoch nie nachgewiesen werden. Als sein hartnäckigster Gegner galt der Deich- und Lehnsvogt auf Crummhusum im Kirchspiel Rodenäs, Andreas Muhl, gegen den er zwölf Jahre lang prozessierte. Mehrere Deichbrüche, insbesondere 1717, 1718 und 1721 ließen die Ratsleute befürchten, dass die Wiedingharde dauerhaft nicht zu schützen sei. Adsen setzte sich trotzdem für den Erhalt seiner Heimat an und bat die Bevölkerung bei vielen Versammlungen, bei der Arbeit an den Deichen zu helfen.
Am 17. Februar 1721 beschlossen die 36 größten Landbesitzer der Region, Adsen zum dänischen König Friedrich IV. nach Kopenhagen zu schicken, wo er um Hilfe ersuchen sollte. Adsen hielt sich dort vom 22. Februar bis zum 12. April 1721 auf und führte einen umfangreichen, gut dokumentierten Briefwechsel. Er erhielt wiederholt Audienzen beim König und konnte diesen trotz finanzieller Probleme aufgrund des Großen Nordischen Krieges dazu bewegen, als Vorschuss 6000 Rb thl. aus der Rendsburger Kriegskasse zu zahlen. Mit diesem Geld und unter seiner mitunter rücksichtslos harten Bauaufsicht konnten die Deiche derart verstärkt werden, dass sowohl die Wiedingharde als auch der nördlich davon liegende Alte Friedrichenkoog gesichert werden konnten.
Jens Adsen lebte lange Zeit mit seinem ledigen Bruder und der Mutter, die den Haushalt führte, zusammen. Am 8. April 1730 heiratete er Chreste Sönkens aus Neukirchen, die eine Tochter eines Sohnes seines Onkels war. Adsen hatte darüber hinaus eine Schwester, deren Sohn Atge Paysen aus Segelsbüll im Kirchspiel Neukirchen später den 200 Hektar großen Hof auf Diedersbüll erbte. Atge Paysen heiratete Catharina Heseler. Zur Vermählung schrieb ein Vetter 1749 das „Hochzeitscarmen“. Es handelt sich um das einzige vor 1900 bekannte Schriftstück in Wiedingharder Friesisch.